# Samuel Påhlsson
Samuel Olof Påhlsson (Ånge, 17 dicembre 1977) è un ex hockeista su ghiaccio svedese.

## Palmarès

### Olimpiadi
- Oro a Torino 2006.

### Mondiali
- Argento a Repubblica Ceca 2004.
- Bronzo a Norvegia 1999.

### Mondiali Juniores
- Argento a Stati Uniti 1996.